# بيرحاجتي (مقاطعة تشرام)
بيرحاجتي (بالفارسية: پیرحاجتی) هي قرية تقع في قسم تشرام الريفي (مقاطعة تشرام) في إيران. يقدر عدد سكانها بـ 408 نسمة بحسب إحصاء 2016.